# Poggiana
Poggiana is een plaats (frazione) in de Italiaanse gemeente Riese Pio X.